# William E. Fairbairn
Pour les articles homonymes, voir Fairbairn.
William Ewart Fairbairn (né le 28 février 1885 à Rickmansworth et mort le 20 juin 1960 à Worthing) est un militaire et officier de police britannique.
Membre des Royal Marines, il développe des méthodes de combat au corps à corps pour la police de Shanghai pendant l'entre-deux-guerres, ainsi que pour les forces spéciales alliées pendant la Seconde Guerre mondiale. Il a créé son propre système de combat connu sous le nom de Defendu et à codéveloppé le couteau de combat Fairbairn-Sykes.